# Håkon Adalsteinsfostre
Håkon Adalsteinsfostre eller Håkon den gode, född cirka 918, död cirka 961, var norsk kung från cirka 933 till sin död. Tillnamnet Adalsteinsfostre kommer av att han skall ha vuxit upp hos kung Æthelstan av England som dennes fosterson. Han var den siste norske kungen som hävdade sig som medlem av ynglingaätten. 
Han ska ha varit yngste son till den norske riksbyggaren Harald Hårfager och dennes frilla Tora Mosterstong. Han blev kung efter att ha störtat sin storebror Erik Blodyx. Håkon ska ha försökt omvända Norge till kristendomen men misslyckats. Håkon genomförde reformer för knyta de norska smårikena samman, efter den splittring som hade återuppstått efter hans fars död. Bland annat organiserade han Norge i fylken på vilka ledungen grundade sig. Tillnamnet "den gode" ska ha tillkommit då Håkon skulle följt landets lagar och folkets önskningar på tingen, till skillnad från sina despoiska före- och efterträdare under vikingatiden. Enligt traditionen så kristnades Håkon under sin tid hos Adalstein och blev Norges förste kristne kung. Hans kristenhet skulle dock ha gett honom problem då han inte ville delta i bloten, som senare med den svenske kungen Inge den äldre. Vid denna tid var kungens medverkan vid bloten viktig och Håkon skall ha tagit upp asatron igen för att blidka sin landsmän.
Håkon föll vid slaget vid Fitjar. Håkon vann slaget, men när han skulle jaga sina flyende fiender så skall en av dem vänt sig och dödligt sårat Håkon med ett kastspjut. Efter hans död tog brodern Eriks äldste son Harald Gråfäll över tronen, stödd av sina yngre bröder.